# Ла Лувјер
Ла Лувјер (фр. La Louvière) је општина у Белгији у региону Валонија у покрајини Ено. Према процени из 2007. у општини је живело 77.509 становника.

## Становништво
Према процени, у општини је 1. јануара 2015. живело 80.375 становника.
| 1984.  | 2000.  | 2010. | 2015. |
| ------ | ------ | ----- | ----- |
| 76.411 | 76.568 | 78071 | 80375 |